# Euploea distantii
Euploea distantii är en fjärilsart som beskrevs av Moore 1882. Euploea distantii ingår i släktet Euploea och familjen praktfjärilar. Inga underarter finns listade i Catalogue of Life.